# Elizabeth Engle
Elizabeth C. Engle é professora de neurologia e oftalmologia na Escola de Medicina Harvard e pesquisadora associada no Boston Children's Hospital. É membro associado do Instituto Broad. Suas pesquisas se concentram em distúrbios do desenvolvimento dos nervos cranianos.

## Vida e formação
Engle é filha de dois professores da Universidade Estadual de Ohio.
Engle se formou no Middlebury College em 1980 e obteve um doutorado em medicina (M.D.) na Escola de Medicina da Universidade Johns Hopkins. Fez então residência em pediatria na Universidade Johns Hopkins e foi fellow em neuropatologia no Massachusetts General Hospital, antes de concluir outra residência em neurologia no Longwood and Boston Children's Hospital.
Depois de completar a residência e fellowship, fez pesquisas nos laboratórios de Louis Martens Kunkel e Alan Beggs no Boston Children's Hospital.

## Carreira
Engle abriu seu laboratório no Boston Children's Hospital em 1997 e começou a estudar distúrbios de desinervação craniana congênita.
Atualmente é professora de neurologia e oftalmologia na Escola de Medicina Harvard. É pesquisadora associada e membro do F.M. Kirby Neurobiology Center do Boston Children's Hospital. É membro associado do Instituto Broad de Harvard e do MIT.
Engle é investigadora do Instituto Médico Howard Hughes (HHMI) desde 2008. Foi eleita para a Academia Nacional de Medicina dos Estados Unidos em 2019.

## Vida privada
Engle se casou com Paul Dennehy em 2001, e eles adotaram uma filha da China.